# Едвард Гор
Едвард Гор (англ. Edward Hore, 17 листопада 1849 — ) — британський яхтсмен.
Олімпійський чемпіон 1900 року в другому запливі в класі 3—10 тонн, бронзовий призер 1900 року в другому запливі в класі 10—20 тонн.